# وزارت امور خارجه و روابط بین‌الملل (لسوتو)
وزارت امور خارجه و روابط بین‌الملل لسوتو، یکی از وزارت‌خانه‌های کابینه این کشور است که مسئولیت تدوین و اجرای سیاست خارجی و مدیریت روابط بین‌المللی لسوتو را بر عهده دارد.

## سازمان و ساختار
وزارت امور خارجه و روابط بین‌الملل لسوتو مأموریت دارد روابطی نیکو، سازنده و پایدار میان کشور لسوتو و جامعه بین‌المللی برقرار کرده و توسعه دهد. این تلاش‌ها با هدف ارتقای رفاه ملی، تقویت جایگاه بین‌المللی کشور، و صیانت از حاکمیت، استقلال و تمامیت ارضی لسوتو صورت می‌گیرد.
ساختار سازمانی این وزارت‌خانه شامل اداره‌های زیر است:
- اداره تشریفات
- اداره امور سیاسی
- اداره آفریقا و خاورمیانه
- اداره اروپا و قاره آمریکا
- اداره آسیا، خاور دور و اقیانوسیه
- اداره سازمان‌های اقتصادی و بین‌المللی
- اداره امور حقوقی
- اداره امور کنسولی[۲]

وزیر کنونی امور خارجه و روابط بین‌الملل، امپوتجوانه لژونه است.

## فهرست وزیران
این فهرستی از وزیران امور خارجه و روابط بین‌الملل کشور لسوتو است:
- ۱۹۶۶–۱۹۷۲: لیابوآ جاناتان
- ۱۹۷۲–۱۹۷۴: پیت انکوبه پیتر پیت
- ۱۹۷۴–۱۹۷۵: جوزف کوتسوکوانه
- ۱۹۷۵–۱۹۸۱: چارلز دوبه مولاپو
- ۱۹۸۱–۱۹۸۲: موکی وایتوس مولاپو
- ۱۹۸۲–۱۹۸۳: چارلز دوبه مولاپو
- ۱۹۸۳–۱۹۸۴: اوریستوس سکتون‌یانا
- ۱۹۸۴–۱۹۸۶: وینسنت مونتسی ماخله‌له
- ۱۹۸۶–۱۹۸۸: لنگولو بی. مونیاکه
- ۱۹۸۸–۱۹۹۰: تعبه لتسیه
- ۱۹۹۰–۱۹۹۱: تام تابه‌نه
- ۱۹۹۱–۱۹۹۲: پیوس تانکی مولاپو
- ۱۹۹۲–۱۹۹۳: توکونه کوتلو
- ۱۹۹۳–۱۹۹۴: مولاپو خوبيلا
- ۱۹۹۴: اوریستوس سکتون‌یانا
- ۱۹۹۴–۱۹۹۵: مولاپو خوبيلا
- ۱۹۹۵: امفو مالیه
- ۱۹۹۵–۱۹۹۸: کله‌بونه مائوپه
- ۱۹۹۸–۲۰۰۲: تام تابه‌نه
- ۲۰۰۲–۲۰۰۴: موهلابی تسه‌کوا
- ۲۰۰۴–۲۰۰۷: مون‌یانه مولله‌کی
- ۲۰۰۷–۲۰۱۵: موهلابی تسه‌کوا
- ۲۰۱۵–۲۰۱۷: تلوهانگ سکامانه
- ۲۰۱۷–۲۰۲۰: لسگو ماکگوتی
- ۲۰۲۰–۲۰۲۲: 'ماتسپو راما کوآئه
- ۲۰۲۲–اکنون: امپوتجوانه لژونه